# Picibidion rouyeri
Picibidion rouyeri là một loài bọ cánh cứng trong họ Cerambycidae.